# 基特·哈靈頓
克里斯多福·凱斯比·“基特”·哈靈頓（英語：Christopher Catesby "Kit" Harington，1986年12月26日—）是一位英國男演員。知名於《冰與火之歌：權力遊戲》中的瓊恩·雪諾。

## 早年生活

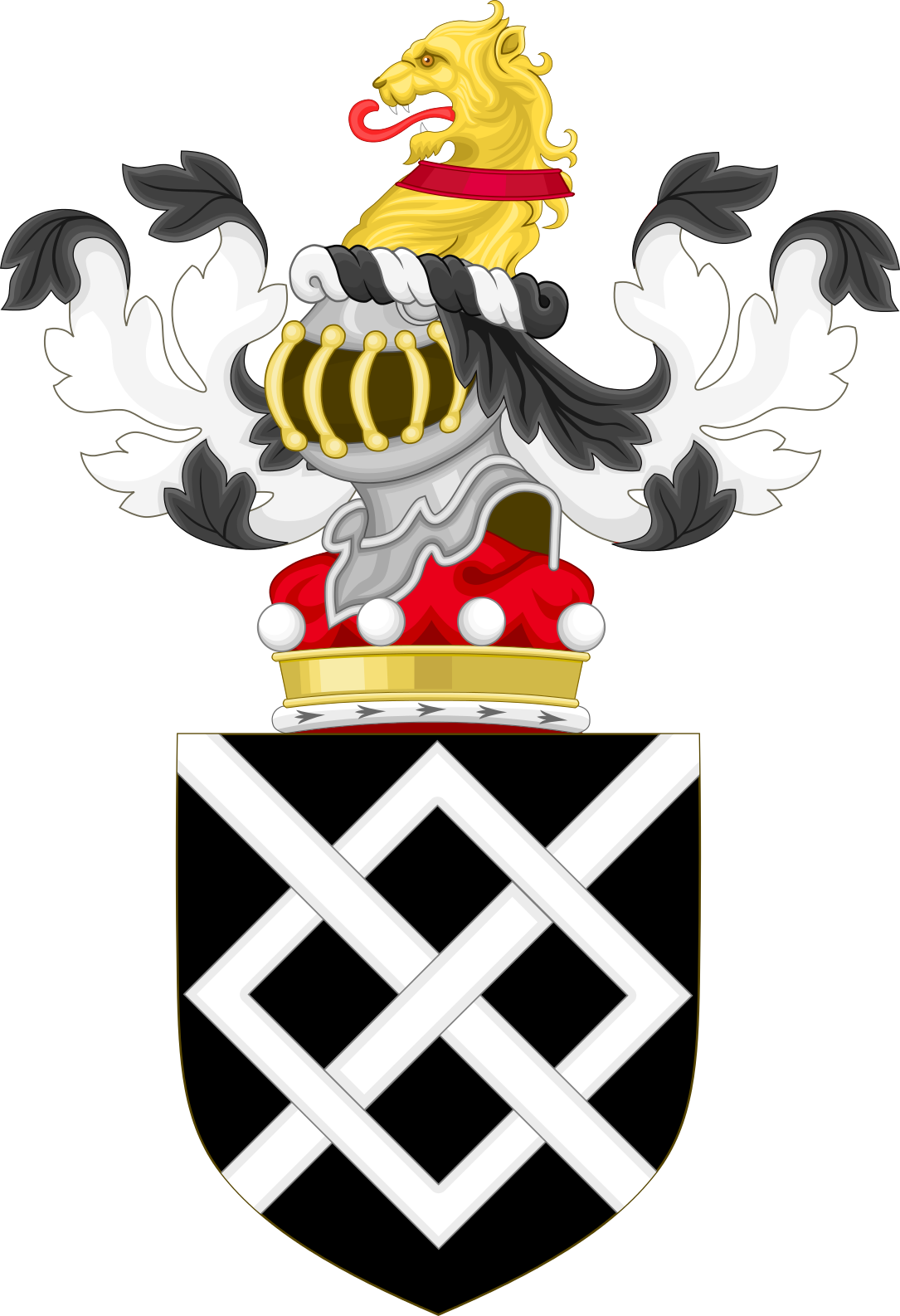
哈靈頓從男爵紋章

哈靈頓出生於英國伦敦阿克頓，為哈靈頓爵士夫人黛博拉·珍妮·卡特斯比和第十五代哈靈頓從男爵大衛·哈靈頓之子。祖先為约翰·哈林顿，為文藝復興時期的英格蘭詩人；以及羅伯特·蓋茨比，為火藥陰謀首謀，基特也在《火藥》一劇飾演羅伯特。

## 個人生活
2018年，哈靈頓與《冰與火之歌：權力遊戲》同劇中飾演耶哥蕊特演員蘿絲·萊斯莉在蘇格蘭的一座古堡教堂舉行婚禮。2021年2月，兩人的第一個兒子誕生。

## 影視作品

### 電影
| 年份 | 標題                    | 角色            | 附註         |
| 2012 | 《沉默之丘2：啟示錄》   | Vincent Smith   |              |
| 2014 | 《龐貝末日：天火焚城》  | Milo            |              |
| 2014 | 《馴龍記2》             | 艾瑞特          | 配音         |
| 2014 | 《青春誓言》            | 羅蘭·雷頓       |              |
| 2014 | 《第七傳人》            | Billy Bradley   |              |
| 2015 | 《軍情五處：利益之爭》  | Will Holloway   |              |
| 2016 | 《走過煉獄的女人》      | Samuel          |              |
| 2018 | 《约翰·多诺万的死与生》 | John F. Donovan |              |
| 2019 | 《馴龍高手3》           | 艾瑞特          | 配音         |
| 2021 | 《永恆族》              | 戴恩·惠特曼     |              |
| 2022 | 《寶貝魯比》            | Spencer         |              |
| 2023 | 《血債血償》            | Ricky           |              |
| 2024 | 《The Beast Within》    |                 | 兼執行製片人 |
| TBA  | 《Eternal Return》      | Virgil          |              |
| TBA  | 《What Remains of Us》  |                 |              |

### 電視劇
| 年份      | 標題                       | 角色                 | 附註                                    |
| 2011–2019 | 《冰與火之歌：權力遊戲》   | 瓊恩·雪諾            | 主要演員                                |
| 2015      | 《七日地獄》               | Charles Poole        | 電視電影                                |
| 2017      | 《火藥》                   | 羅伯特·蓋茨比        | 3集；兼創作人和執行製作人               |
| 2018      | 《Zog》                    | Sir Gadabout（配音） | 電視電影                                |
| 2019      | 《週六夜現場》             | 他自己               | 集數：「基特·哈靈頓／莎拉·芭瑞黎絲」    |
| 2020      | 《刑案偵訊室：英國》       | Alex                 |                                         |
| 2021      | 《六人行：當我們又在一起》 | 他自己               | 電視特別節目                            |
| 2021      | 《》                       | Michael              | 集數：「Strangers on a (Dublin) Train」 |
| 2023      | 《無奇不有》               | Nicholas Bilton      | 4集                                     |
| 2023      | 《Lot No. 249》            | Abercrombie Smith    | 一次性聖誕節特別節目                    |
| 2024      | 《敵爭上游》               | Henry Muck           |                                         |

### 电子游戏
| 年份 | 標題                   | 角色        | 附註           |
| 2015 | 《权力的游戏》         | 瓊恩·雪諾   | 配音           |
| 2016 | 《決勝時刻：無盡戰爭》 | Salen Kotch | 動作捕捉和配音 |

## 舞台劇
| 年份        | 片名 | 角色             | 附註 |
| 2008–2009年 | 戰馬 | Albert Narracott |      |

## 外部連結
- 维基共享资源上的相關多媒體資源：基特·哈靈頓
- 基特·哈靈頓在互联网电影资料库（IMDb）上的資料（英文）